# Michael Underwood
Michael Paul Underwood (nascido em 26 de outubro de 1975) é um apresentador inglês de televisão, mais conhecido como apresentador de programas infantis no CBBC e no CITV. Ele pode ser visto como um garoto de quinze anos de idade em um episódio da série The Crystal Maze, apresentada por Richard O'Brien.
Ele ainda apresentou a série de televisão do horário nobre Let Me Entertain You em 2014 e foi repórter de Real Stories com Ranvir Singh.

## Carreira
Underwood estudou na Weston Favell Academy em Northampton; porém, anos mais tarde, ele se formou no Rolle College, em Exmouth, na Universidade de Plymouth, em Bacharelado de Educação (em inglês “BEd - Hons”) em Drama & Performance.
Antes de ganhar um contrato de apresentação de seis semanas na CBBC, no programa de televisão da BBC “Whatever You Want”, Underwood já havia feito quatro em entrevistas anteriormente para a vaga de Blue Peter, posteriormente preenchida por Simon Thomas.
Underwood foi um correspondente de entretenimento para o programa da ITV Breakfast, GMTV, de 2005 até 2008.
Em 2006, Underwood realizou um dueto com o concorrente do The X Factor, Andy Abraham, entoando o single de Natal "December Brings Me Back To You"..
Underwood competiu no programa “Dancing on Ice” em 2008, em parceria com a patinadora profissional Melanie Lambert. No entanto, ele deixou a série depois de quebrar o tornozelo alguns dias antes da terceira apresentação. Eles retornaram ao programa no ano seguinte para a quarta temporada.
Em abril de 2013, Underwood apresentou um programa na rádio Heart FM, substituindo Zoe Hanson. Ele deixou o cargo em dezembro de 2013.
No início de 2014, ele apresentou a série de entretenimento da ITV, Let Me Entertain You, durante os sábados à noite. Underwood era um repórter da série Surpresa Surpresa , da ITV, até 2015 e do programa Real Stories with Ranvir Singh até 2016. Ele tem sido utilizado como repórter de entretenimento no programa Good Morning Britain diversas vezes.
Ele apareceu no clipe da música "Too Many People", da banda escocesa  Wet Wet Wet.

## Vida pessoal
Underwood casou-se com antiga co-estrela da CBBC, Angellica Bell, em Nova York,em dezembro de 2010. Em 9 de junho de 2011 ele anunciou que Bell esperava seu primeiro filho. O bebê, Elijah Joseph, nasceu em 26 de dezembro de 2011.
Foi anunciado no Twitter no início de 2013 que Underwood e a esposa Angellica esperariam seu segundo filho. Sua filha, Keziah Mae, nasceu em junho de 2013 e Underwood foi citado dizendo "de dois em dois, estamos loucos".

## Filmografia
- Whatever You Want (1999)
- CBBC (1999-2002) – Apresentador contínuo
- The Make Shift – Apresentador
- CITV (2002-2003) – Apresentador contínuo
- The White Knuckle Tour – Apresentador
- The Big bang (2002-2003) – Apresentador
- Eliminator (2003-2004) – Apresentador
- Starfinder (2003-2004) – Apresentador
- Jungle Run (2003-2006) – Apresentador
- Ministry of Mayhem (2004) – Apresentador
- Junior Eurovision Song Contest 2005: British Final - Apresentador (também em 2004)
- Junior Eurovision Song Contest 2005 – Comentarista
- British Soap Awards: The After Party (2006, 2009-10) – Apresentador
- ITV2 Celebrity Daredevils – "Reporter"
- It Shouldn't Happen To A Showbiz Reporter (2005) – Showbiz Reporter
- GMTV (2005-2008) – Correspondente de entretenimento
- Bingo Night Live  (2008) – Apresentador
- Live from Studio Five  (2010) – Apresentador Convidado
- The Zone (2010) – Co-apresentador
- OK! TV – Apresentador convidado
- Let Me Entertain You (2014) – Apresentador
- Surprise Surprise (2014-2015) – Repórter
- Real Stories with Ranvir Singh (2015-2016) – Repórter
- Good Morning Britain (2016-2017) – Repórter de entretenimento

Outros trabalhos na TV
- The Crystal Maze(1990) – O capitão da Equipe
- Hollywood 7 (2001) – Entregador De Pizza
- Dancing on Ice (2008, 2009) – Competidor
- All Star Mr and Mrs (2009) – Competidor, com Angellica Bell
- The Door (2010) – Competidor
- Born To Shine (2011) – Competidor
- Celebrity MasterChef (2012) – Competidor
- Celebrity Mastermind(2012) – Competidor